# Krzysztof Wierzbowski
Krzysztof Wierzbowski (Varsovia, 7 de julio de 1988) es un jugador profesional de voleibol polaco, juego de posición receptor/atacante. 

## Palmarés

### Clubes
Copa de Polonia:
- 2008, 2015

Campeonato de Polonia:
- 2008, 2015

Challenge Cup:
- 2012

### Selección nacional
Universiada:
- 2013